# Ernst Friedrich Wilhelm Koenigs
Ernst Friedrich Wilhelm Koenigs (* 15. Juni 1843; † 24. Juli 1904 in Köln) war ein deutscher Bankier.

## Leben
Ernst Koenigs wurde 1871 zum Vorstandsmitglied des A. Schaaffhausen’schen Bankvereins in Köln ernannt. Diese Position behielt er bis 1896, als in den Aufsichtsrat wechselte.
1872 heiratete er Johanna Bunge (* 18. März 1851 in Antwerpen; † 13. Januar 1934 in Haarlem), Tochter des Kölner Kaufmanns Gustav Otto Bunge, der Schloss Sinzig als Sommerwohnsitz für seine Familie errichten ließ. Johanna Bunges Großvater war Johann Peter Gottlieb Bunge, der Gründer von Bunge Limited. Nach dem Tod ihrer Eltern erbte Johanna Bunge das Schloss. Elisabeth von Wedderkop war eine Tochter des Ehepaars, die das Schloss an die Stadt Sinzig verkaufte. Sein Sohn Franz Koenigs war mit Gräfin Anna von Kalckreuth (1883–1963), der Tochter des Malers Leopold von Kalckreuth verheiratet.

## Familie
Sein Vater war der Kommerzienrat Franz Wilhelm Koenigs (8. Mai 1819 – 1882), der ab 1832 seine Lehre in der Dülkener Zwirnfabrik seines Onkels Gerhard Mevissen (25. Januar 1776 – 1843) absolvierte. Dort heiratete er 1843 seine geschäftlich aktive Cousine Wilhelmine Mevissen (1809–1873), die Schwester Gustav Mevissens, mit dem Franz Wilhelm Koenigs eng zusammenarbeitete. Im Oktober 1856 zog die Familie mit sechs Kindern nach Köln.
Seine Geschwister waren:

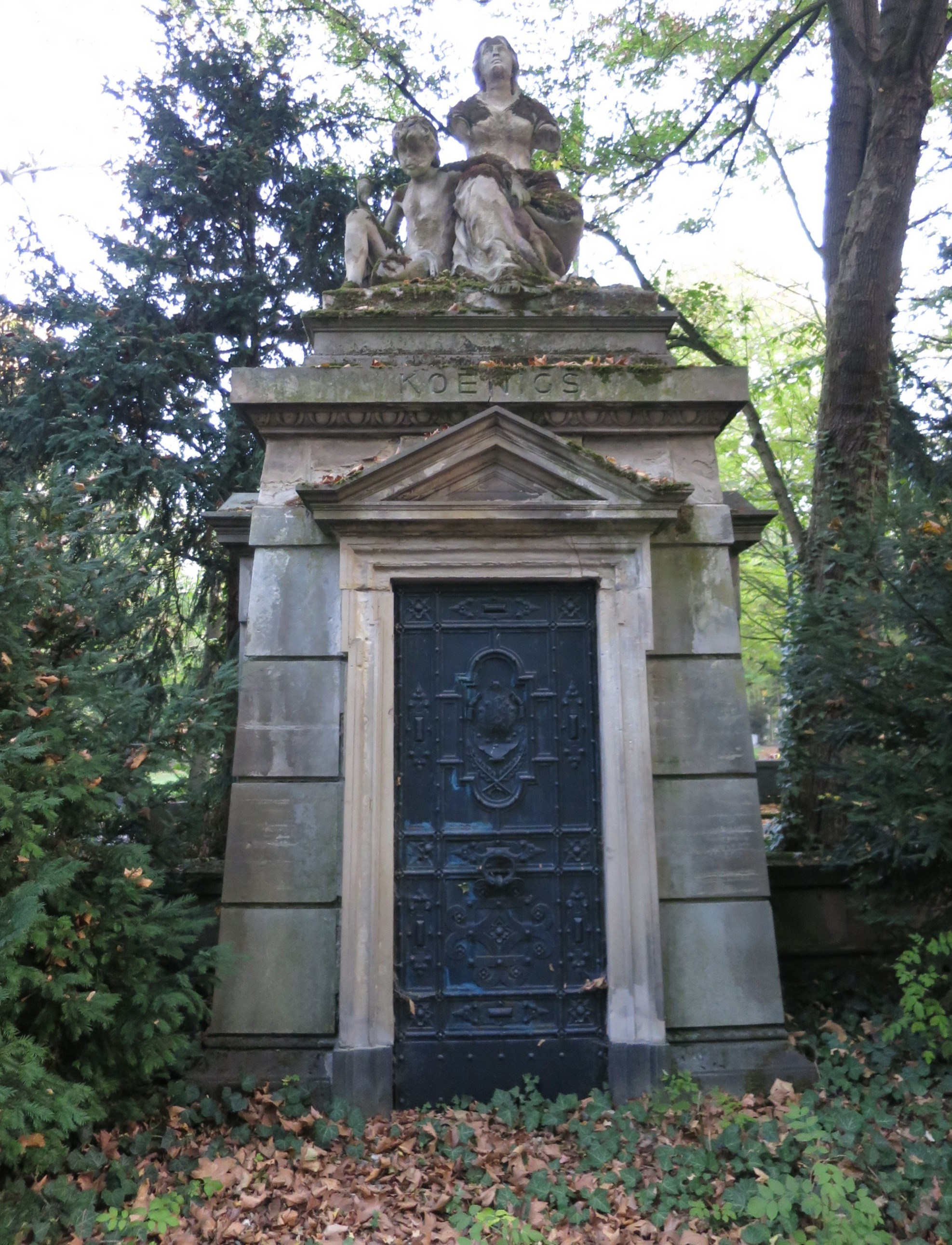
Familiengruft Koenigs

- Gustav Koenigs (11. Januar 1845 – 1896)
- Felix Koenigs (18. Mai 1846 – 1900); Er begann im Jahre 1866 eine Ausbildung beim Bankhaus Delbrück, wo er zum Prokuristen und ab 1878 bis 1901 zum Teilhaber aufstieg.
- Elise Koenigs (30. Oktober 1848 – 1932), Mäzenin
- Wilhelm Koenigs (22. April 1851 – 1906); Er studierte zusammen mit Emil Fischer bei Adolf von  Baeyer in München Chemie.
- Richard Koenigs (28. März 1853 – 14. Februar 1921)

Ernst Koenigs starb 1904 im Alter von 61 Jahren und wurde in der Familiengruft auf dem Kölner Melaten-Friedhof (MA, zwischen Lit. P+Q) beigesetzt.